# Johnny Hagberg
Johnny Stig-Sune Hagberg, född 10 augusti 1952 i Borås, är en svensk präst.

## Biografi
Johnny Hagberg gick ut gymnasiet i Borås 1971. Han prästvigdes fyra år senare och fick sin första tjänst som pastorsadjunkt i Sandhult. Efter olika befattningar utsågs han 1985 till kyrkoherde i Järpås församling. Han utnämndes till hedersprost 2005. 
Hagberg är känd för sin utgivning av litteratur om Västergötlands kultur och historia. Han är ordförande i Skara stiftshistoriska sällskap sedan 2004 och ordförande för Föreningen för Västgötalitteratur 1989-2024. Han är även ordförande i Stiftelsen för Skaramissalets utgivande samt ledamot av Samfundet Pro Fide et Christianismo. Han har belönats med flera utmärkelser för sina omfattande insatser. Bland annat är han teologie hedersdoktor vid Göteborgs universitet.

### Familj
Johnny Hagberg är sedan 7 juni 1975 gift med Ewy Hagberg. Sonen Markus Hagberg är kyrkoherde i Södra Kållands pastorat.

## Utmärkelser och ledamotskap

### Utmärkelser
- H.M. Konungens medalj av 8:e storleken (Kong:sGM8, 2005) för mångåriga engagerade insatser inom ämnet kyrkohistoria, speciellt rörande Skara stift[2][5][6]
- Riddare av Carl XIII:s orden (RCXIII:sO 2025)
- Kungliga Patriotiska sällskapets stora medalj i guld (PatrSstGM 2007) för långvarig gagnande verksamhet
- Kungliga sällskapets Pro Patrias medalj i guld (ProPGM 2001) för trohet och flit
- Västergötlands Forminnesförenings förtjänstmedalj i guld (2009)
- Kommendör av Suveräna Malteserordens förtjänstorden (KSMaltO:sFO 2003)
- Kommendör av Påvliga Sankt Gregorius den stores orden (KPåvlS:tGO)[7]
- Påvliga Heliga gravens ordens förtjänstkors av 2:a klassen (PåvlHGO:sFK2kl, 2017, PåvlHGO:sFK3kl 2011)[8])
- Påvliga medaljen Bene Merenti i guld (PåvlBMGM, 2007), påvens personliga belöningsmedalj, vilken han mottog av biskop Anders Arborelius vid en ceremoni i det katolska biskopsämbetet i Stockholm. Medaljen delas ut till den som utför synnerligen välkomna tjänster åt katolska kyrkan.[9]
- Estlands evangelisk-lutherska kyrkas förtjänstmedalj[10]
- Hagberg belönades 2006 av Kungliga Gustav Adolfs akademien med pris för "en framgångsrik och omfattande utgivning av litteratur om Västergötlands kultur och historia."[11]

### Ledamotskap m.m.
- Korresponderande ledamot av Kungliga Vitterhetsakademien (KorrespLHA)[12]
- Korresponderande ledamot av Kungliga Gustav Adolfs Akademien i Uppsala (KorrespLGAA)[13]
- Teologie hedersdoktor vid Göteborgs universitet (Teol. dr h.c.)[14]
- Hedersledamot av Västgöta nation i Uppsala
- Västergötlands Hembygdsförbunds Tengelandsstipendiat 2020[15]